# Pomatocalpa undulatum
Pomatocalpa undulatum är en orkidéart som först beskrevs av John Lindley, och fick sitt nu gällande namn av Johannes Jacobus Smith. Pomatocalpa undulatum ingår i släktet Pomatocalpa och familjen orkidéer.

## Underarter
Arten delas in i följande underarter:
- P. u. acuminatum
- P. u. undulatum